# Епархия Малакаля

Епархия Вау на карте Судана обозначена под номером 5

Епархия Малакаля (лат. Dioecesis Malakalensis) — епархия Римско-Католической церкви c центром в городе Малакаль, Южный Судан. Епархия Малакаля входит в митрополию Джубы.

## История
30 мая 1913 года Римский папа Пий XI выпустил бреве Nihil Nobis, которой миссию Sui iuris Кодока, выделив её из апостольского викариата Хартума (сегодня — Архиепархия Хартума).
4 августа 1948 года миссия Sui iuris Кодока была преобразована в апостольскую префектуру Кодока. 14 июля 1949 года апостольская префектура Кодока была переименована в апостольскую префектуру Малакаля.
12 декабря 1974 года Римский папа Павел VI выпустил буллу Cum in Sudania, которой преобразовал апостольскую перфектуру Малакаля в епархию.
30 января 2014 года апостольский администратор епархии Малакал (столица Верхнего Нила) Роко Табан сообщил, что в результате боевых действий за месяц полностью уничтожены культовые сооружения епархии Малакал, построенные за 8 лет.

## Ординарии епархии
- епископ Маттео Мичелон (8.07.1933 — 1935);
- епископ Джон А. Уолл (12.08.1938 — 1945);
- епископ Джон Харт (13.06.1947 — 1962);
- епископ Герман Джерард Те Риеле (29.05.1962 — 1967);
- епископ Пий Юкван Денг (19.08.1967 — 3.12.1976);
- епископ Винцент Мойвок Ньикер (15.03.1979 — 16.05.2009).